# Fats Domino

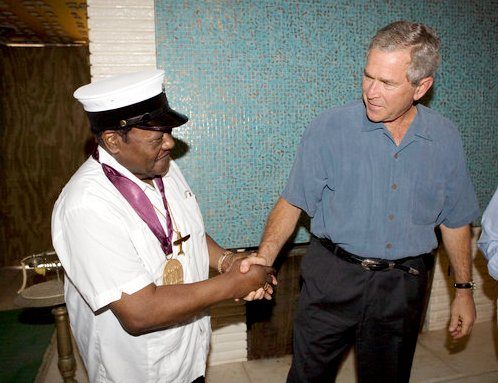
Domino tilldelas en ny medalj av president Bush 2006.

Antoine Dominique "Fats" Domino Jr., född 26 februari 1928 i New Orleans, Louisiana, död 24 oktober 2017 i Harvey utanför New Orleans, Louisiana, var en amerikansk sångare, pianist och låtskrivare inom R&B och rock'n'roll. 
Med sitt lätt gungande boogie-woogie-pianospel och sin lugna rhythm and blues-sång, blev Fats Domino stilbildare för den så kallade "New Orleans-rhythm and bluesen". The Fat Man, som han kallades, blev en av de viktigaste länkarna mellan rhythm and blues och rock'n'roll. 
Till hans största hits hör "Ain't That a Shame", "Blueberry Hill", "Blue Monday", "My Blue Heaven", "Margie" och "Walking to New Orleans". Han har sålt 110 miljoner skivor, vilket är fler än någon annan samtida rock'n'rollartist förutom Elvis Presley. 1986 blev Domino invald i Rock and Roll Hall of Fame.

## Biografi
Fats Domino blev uppmärksammad första gången 1949 med sin låt "The Fat Man" som ofta omnämns som en av de tidigaste rocklåtarna. I samband med detta inleddes också ett fruktsamt samarbete med producenten Dave Bartholomew som kom att producera Dominos stora hitsinglar. Domino fick sitt stora genombrott 1955 då han släppte "Ain't That a Shame" som blev en topp tio-hit i USA. Det var starten på en framgångsrik radda singlar, Fats Domino kom att få hela 37 stycken Topp 40-placerade singlar i USA mellan 1955 och 1963. Hans allra största hit släpptes 1956, en tolkning av den gamla kompositionen "Blueberry Hill" vilken blev en internationell hit. Andra framgångsrika låtar var "Blue Monday", "I'm Walking" (1956), "Whole Lotta Loving" (1958), "I Want to Walk You Home", "Be My Guest" (1959), "Walking to New Orleans", "My Girl Josephine" (1960), och "Let the Four Winds Blow" (1961). Hans inspelning av Hank Williams-låten "Jambalaya (On the Bayou)" blev en av hans största svenska hits 1962.
1963 lämnade han sitt gamla skivbolag för ett nytt kontrakt på ABC Paramount med ny producent och nya musikaliska arrangörer. Hans enda framgång på det nya bolaget kom dock att bli låten "Red Sails in the Sunset". I samband med att brittiska vågen tog över de amerikanska listorna 1964 var Dominos framgångar över. Han fortsatte spela in fram till 1970-talet, och som en ödets ironi fick han 1968 kort en listplacering med en version av The Beatles "Lady Madonna", en låt som skrivits just med Domino i åtanke. Låten nådde #100 på Billboard Hot 100-listan. Från 1990-talet och framåt lämnade Domino inte New Orleans. Han gjorde en sista turné i Europa 1995, men bestämde sig sedan för att ta det lugnare. Han uppträdde fortfarande sporadiskt i hemstaden, till exempel på New Orleans Jazz & Heritage Festival. 1998 blev han tilldelad "National Medal of Arts" av president Bill Clinton. Fats Domino stannade kvar i New Orleans då orkanen Katrina drog in över staden i augusti 2005. I början av september gick rykten om att Domino avlidit i samband med detta, men han plockades senare upp av en kustbevakningshelikopter. Dominos hem förstördes dock helt, och han tilldelades nya guldskivor av Capitol Records, samt en ny "National Medal of Arts", nu av George W. Bush.
2009 gjorde han ett överraskningsframträdande på "the Domino Effect", en konsert med Little Richard och andra artister som samlade pengar till orkanens offer. 2012 medverkade han som sig själv i den amerikanska musikaliska TV-serien Treme.

## Diskografi, album (i urval)
- Carry on Rockin' (1955)
- Fats Domino Rock and Rollin' (1956)
- Rock and Rollin' With Fats Domino (1956)
- This Is Fats (1956)
- This Is Fats Domino (1957)
- Here Stands Fats Domino (1958)
- The Fabulous Mr. D (1958)
- Let's Play Fats Domino (1959)
- A Lot of Dominos (1960)
- I Miss You So (1961)
- Let the Four Winds Blow (1961)
- Twistin the Stomp (1962)
- Here He Comes Again (1963)
- Just Domino (1963)
- Let's Dance with Domino (1963)
- Walking to New Orleans (1963)
- What a Party (1964)
- Fats Domino '65 (1965)
- Trouble in Mind (1965)
- Getaway with Fats Domino (1966)
- Southland U.S.A. (1966)
- Fats Domino Swings (1967)
- Fats Is Back (1968)

## Fotnoter
1. ↑  Rock and Roll Hall of Fame-ID: fats-domino.[källa från Wikidata]
2. ↑  Fats Domino, rock 'n' roll pioneer and New Orleans hero, is dead at 89
3. ↑  Nea Arts Magazine: National Medal of Arts Lost in the Hurricanes Is Replaced
4. ↑  Getty Images: The Domino Effect Benefit Concert